# Andosinos
Los andosinos (de la voz latina ANDOSII, y a su vez del griego original Ἀνδοσίνους) fueron un pueblo prerromano de la península ibérica, localizado en los Pirineos. La única mención que se tiene constancia de ellos es de Polibio en sus Historias: 

Ἐπιτελέσας δὲ τὰ προειρημένα κατὰ τὴν παραχειμασίαν καὶ παρασκευάσας ἱκανὴν ἀσφάλειαν τοῖς τε κατὰ τὴν Λιβύην καὶ τοῖς ἐν Ἰβηρίᾳ πράγμασι, παραγενομένης τῆς ταχθείσης ἡμέρας, προῆγε, πεζῶν μὲν ἔχων εἰς ἐννέα μυριάδας, ἱππεῖς δὲ περὶ μυρίους καὶ δισχιλίους. καὶ διαβὰς τὸν Ἴβηρα ποταμὸν κατεστρέφετο τό τε τῶν Ἰλουργητῶν ἔθνος καὶ Βαργουσίων ἔτι δὲ τοὺς Αἰρηνοσίους καὶ τοὺς Ἀνδοσίνους μέχρι τῆς προσαγορευομένης Πυρήνης.

Evacuados estos asuntos en el transcurso del invierno, y puesto el conveniente resguardo en las cosas de Libia e Iberia, sacó su ejército el día señalado, compuesto de noventa mil infantes y cerca de doce mil caballos. Pasado que hubo el Ebro, sojuzgó los ilergetes, bargusios, airenosinos y los andosinos, pueblos que se extienden hasta los Pirineos.
Polibio, Historias III, 35

Por esta descripción, en la que describe el paso de los ejércitos de Aníbal por el Pirineo, se cree que el paso fue realizado siguiendo el río Segre, desde los llanos de Lérida por las comarcas de Noguera, Alto Urgel y alcanzando el altiplano de la Cerdaña, donde tomó contacto con esos pueblos prerromanos. Es probable que el territorio de los andosinos no se limitara sólo a los valles andorranos actuales, sino también a los valles próximos, así como los que enlazan el territorio con la Cerdaña, donde tal vez tuvieran contactos con los ceretanos (no mencionados en el texto de Polibio).
Por la derivación etimológica de esos términos se suele suponer que su orden responde a una localización de sur a norte, relacionando a los ilergetes con la tribu situada en buena parte de la plana de Lleida; a los bargusios enmarcados en la zona sur del Alto Urgel y otras áreas al este, tal vez relacionados con el origen etimológico de Berga, a los airenosinos más al norte, en la zona central del Alto Urgel, el Pallars Sobirá y probablemente relacionados etimológicamente con el Valle de Arán. Siguiendo esta línea, los andosinos estarían relacionados etimológicamente con el topónimo actual de Andorra y se localizarían en un curso más superior del Segre, en la vertiente norte de su valle, y antes de aproximarse al altiplano cerdano.

## Variaciones
Es posible que los andelonenses o andologenses, según la versión de la traducción de los textos de Plinio el Viejo, estuvieran relacionados o fueran los mismos que los andosinos:

Caesaraugusta colonia immunis, amne hibero adfusa, ubi oppidum antea vocabatur salduba, regionis edetaniae, recipit populos lv: ex his civium romanorum bilbilitanos, celsenses ex colonia, calagurritanos qui nasici cognominantur, ilerdenses surdaonum gentis, iuxta quos sicoris fluvius, oscenses regionis suessetaniae, turiassonenses; latinorum veterum cascantenses, ergavicenses, graccurritanos, leonicenses, osicerdenses; foederatos tarracenses; stipendiarios arcobrigenses, andelonenses, aracelitanos, bursaonenses, calagurritanos qui fibularenses cognominantur, conplutenses, carenses, cincienses, cortonenses, damanitanos, ispallenses, ilursenses, iluberitanos, iacetanos, libienses, pompelonenses, segienses.
 Plinio el Viejo, Naturalis Historia libro III, cap. 4

En este apartado del texto, que se enumeran los pueblos de la Tarraconense según su derecho, algunos han querido relacionar a estos andelonenses como una variación de los andosinos. La referencia es muy ambigua, y a partir del texto original sólo se permite localizarlos en algún lugar entre el Ebro y los Pirineos. Por esta misma razón, aparte de la relación con los andosinos, otros los han preferido relacionar con el pueblo de Andosilla (Navarra) o con la ciudad romana de Andelos, señalada en otros textos y quizás localizada en Mendigorría, al relacionarse con la ciudad de Andión.

## Etimología
La etimología más próxima lingüística y cronológicamente es el antropónimo aquitano Andossus/Andoxus, atestiguado con múltiples variantes en las inscripciones latinas de fecha imperial del territorio de los Conueae con centro en Saint-Bertrand-de-Comminges.